# Berno Wischmann
Berno Wischmann (* 26. Dezember 1910 in Tondern, Königreich Preußen; † 25. September 2001 in Bad Sobernheim) war ein deutscher Leichtathlet, Hochschullehrer und Funktionär im Deutschen Leichtathletik-Verband.

## Wirken
Wischmann war Absolvent der Deutschen Hochschule für Leibesübungen in Berlin, gehörte zum Generalstab Rommel in Nordafrika. Nach dem Krieg war er als Leichtathletiktrainer bei TuS Rot-Weiß Koblenz erfolgreich und wurde aus dieser Position in der Französischen Zone als Hochschulsportlehrer an die Universität Mainz berufen. Hier baute er erstmals eine Sportlehrerausbildung auf. 1958 promovierte Wischmann in Mainz zum Dr. phil. mit einer Arbeit über Zum Problem des Mutes in der körperlichen Erziehung. Zeitweise führte Wischmann das Institut als eine eigenständige Hochschule und war in den 1960er Jahren in der Lage der Deutschen Sporthochschule Köln qualitativ Konkurrenz zu machen. Wischmann war Gründer und langjähriger Dekan des Fachbereichs Sport der Johannes Gutenberg-Universität Mainz.
In der Saison 1950/51 betreute Wischmann vom 1. bis zum 6. Spiel als Trainer den 1. FSV Mainz 05. Er wurde danach durch Hans Geiger abgelöst.
Am 9. September 1959 gründete er den Universitäts-Sportclub Mainz. Auf Initiative Wischmanns wurde in Mainz die Auslandstrainerschule des Deutschen Leichtathletik-Verbandes gegründet, in der seit 1974 Leichtathletinnen und Leichtathleten aus Entwicklungsländern ausgebildet werden.
Er war Betreuer und Cheftrainer der deutschen Leichtathletikmannschaft bei den Olympischen Spielen in Melbourne, Rom, Tokio, Mexiko-Stadt und München. Wischmann war lange Jahre der Vorsitzende der Bundessportkommission der FDP. In dieser Eigenschaft arbeitete er eng mit Liesel Westermann (seiner Nachfolgerin im Amt), Arnd Krüger, seinem Stellvertreter, Detlef Parr und Wolfgang Mischnick, als Sportsprecher der Bundestagsfraktion der FDP zusammen.
Berno Wischmann war selbst im hohen Alter noch ein aktiver Leichtathlet und errang viele Senioren-Weltmeistertitel im Hürdenlauf, Stabhochsprung, Diskus-, Speer- und Hammerwurf, zuletzt drei Titel bei den Weltmeisterschaften im südafrikanischen Durban in der Altersklasse M85. Als Buchautor, Sportlehrer und Seniorensportler versuchte er stets, insbesondere ältere Menschen für den Sport zu begeistern.
Auf dem Gelände der Universität liegt auch die Sport- und Trainerschule „Berno-Wischmann-Haus“. In seiner Heimatstadt Kirn wurde die Sportstätte des TuS 1862 Kirn e.V. in „Berno-Wischmann-Stadion“ umbenannt.
Die Sportwissenschaftliche Gesellschaft der Johannes Gutenberg-Universität Mainz e.V. vergibt seit 2002 jährlich die „Berno-Wischmann-Medaille“ für die beste sportwissenschaftliche Prüfungsarbeit.

## Ehrungen
- 1972: Verdienstkreuz 1. Klasse der Bundesrepublik Deutschland
- 1981: Großes Verdienstkreuz der Bundesrepublik Deutschland
- 1985: Verdienstorden des Landes Rheinland-Pfalz
- Berno-Wischmann-Eiche vor dem Sportinstitut Mainz
- Orden der Aufgehenden Sonne von Japans Kaiser Hirohito

## Schriften
- Der moderne Sport. Eine der großen, den Menschen prägenden Möglichkeiten. Waldfischbach, Mainz um 1954
- Methodik der Leichtathletik. Frankfurt am Main 1960.
- Sport nach 35. Bartels & Wernitz, Berlin 1977.
- Jan und Inga-Maria. Eine Novelle zum Lobe des Sports. Piepenstock, Kirn 1977.
- Der Weg zum Erfolg in der Leichtathletik. Grundlagentraining im Schüleralter und Jugendalter. 1989.
- mit Viktor Sergienko: Wie Weltrekorde erarbeitet werden. Erfahrungen aus dem Training von Sergej Bubka, Olympiasieger und Weltmeister im Stabhochsprung. Mainz 1991.